# Rabea
Rabea ist ein weiblicher Vorname. Im Arabischen bedeutet Rabea (mit betontem, langem a der ersten Silbe) bzw. (Rābiʿa / رابعة) „Vierte“, „Viertgeborene“. Oder von „Rabia“ (mit betontem langem „i“) Rabīʿa / ربيعة „Frühling“ bzw. arbaʿa / أربعة „vier“  (nur so auch ein männlicher Name). Sofern aus dem Hebräischen abgeleitet als weibliche Form von Ruben (Bibel), bedeutet der Name „Mädchen“ (eigentlich: „Seht her! Eine Tochter!“).

## Bekannte Namensträgerinnen
- Rābi'a bint Ka'b (ca. 9. Jh.), persische Dichterin
- Rabea Edel (* 1982), deutsche Schriftstellerin
- Rabea Grand (* 1984), Schweizer Skirennläuferin
- Rabea Neßlage (* 1990), deutsche Handballspielerin
- Rabea Pollakowski (* 1998), deutsche Handballspielerin
- Rabea Rogge (* 1995 oder 1996), erste deutsche Raumfahrerin
- Rabea Schif (* 1978), deutsche Fernsehmoderatorin